# Orchard Lake Village
Orchard Lake Village è un comune degli Stati Uniti d'America, situato nello Stato del Michigan, nella contea di Oakland.